# Clube Nacional de Natação

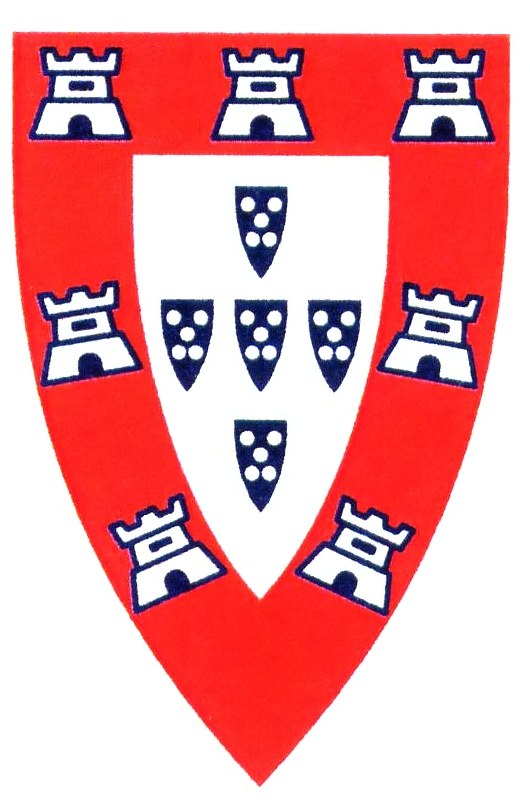
Emblema do Clube Nacional de Natação

Clube Nacional de Natação CvC é uma agremiação desportiva sedeada em Lisboa (R. de S.Bento 209) cujo objectivo principal é o ensino e a prática da Natação nas suas diferentes vertentes: lazer, recreação, desportiva e humanitária.
É um dos mais antigos Clubes portugueses a dedicarem-se a essa actividade desportiva.
Actualmente, o Clube Nacional de Natação (CNN) dispõe de cerca de 5000 sócios e o seu Conselho Director é presidido por Jaime Maia.

## Breve resenha histórica
Foi fundado em 25 de Agosto de 1919 por um grupo de dissidentes do Clube Naval de Lisboa, dos quais se destacavam Gustavo Pereira da Costa e Jayme Roussado dos Santos, respectivamente, sócios fundadores nºs 1 e 2.
Em 1921, o Clube foi representado pela primeira vez numa competição desportiva, num festival de natação organizado pela Delegação de Lisboa da Liga Portuguesa de Clubes, no tanque da cerca da Casa Pia.
Em Portugal, o CNN foi a entidade precursora, do ensino do Salvamento.
Daí uma das suas divisas seja: Saber nadar não basta: É preciso, também, saber salvar.

### Primeiras instalações desportivas
As suas primeiras instalações desportivas tiveram a sua sede na Doca de Alcântara, em Lisboa, servindo-se do Rio Tejo como lugar de excelência para a prática da Natação e do Pólo aquático.
Em 1929, Elísio Rodrigues abre no Clube uma secção de Basquetebol, tornando-se a segunda modalidade desportiva a ser praticada no seio do Clube.
Em 1931, devido a restrições impostas por obras efectuadas no Porto de Lisboa, construiu-se um pequeno tanque que possibilitava as melhores condições para o ensino e a prática da natação.
A 5 de Outubro de 1933 foi feito Cavaleiro da Ordem Militar de Cristo.
Em 1939, devido a obras de total remodelação no mesmo porto, o Clube foi obrigado a deixar as instalações do seu posto náutico de Alcântara.

### Instalação do Clube em S. Bento
Depois de muitas diligências, foi encontrado um terreno, de cerca de 13 000 m², na Rua de S. Bento nº.209 a 215, em Lisboa, conhecido pela Quinta do Capelista, que servia plenamente às aspirações dos sócios e às finalidades do Clube.
Foi efectuado o aluguer a uma usufrutuária do terreno.
A 7 de Setembro de 1941 inaugurou-se oficialmente as novas instalações desportivas no novo terreno: Um campo de basquetebol e uma piscina de 16,33x 8 m.

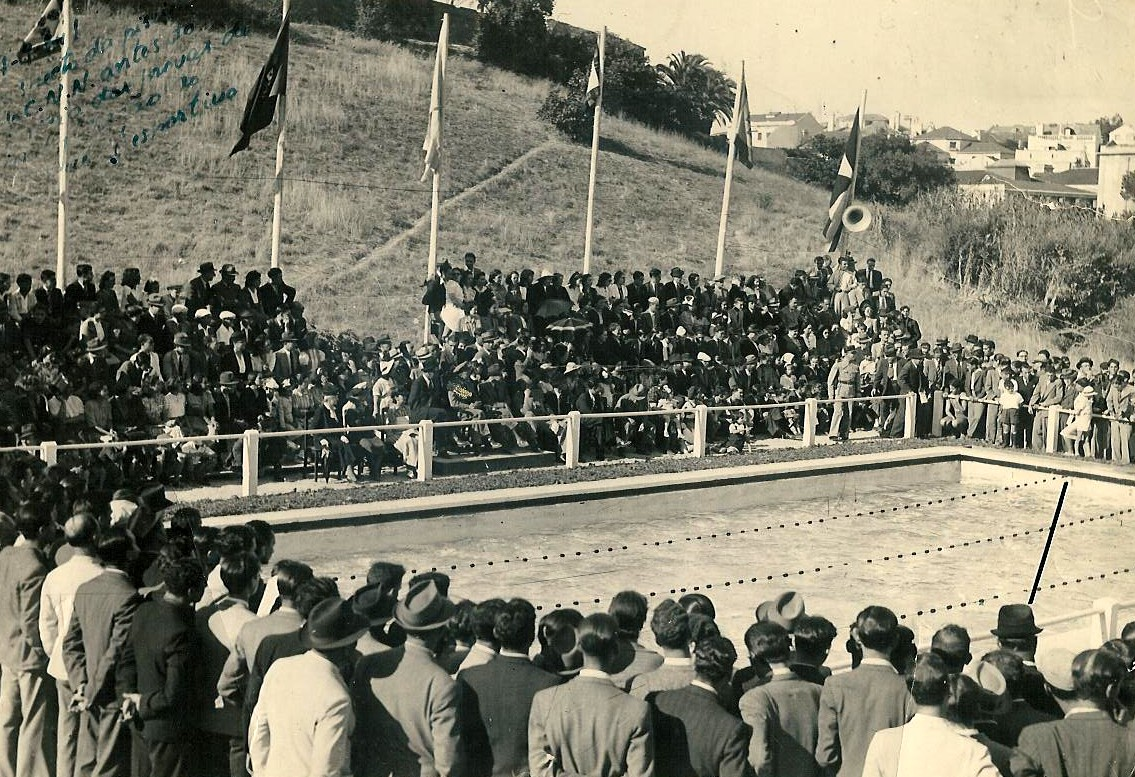
1941-Inauguração da piscina de 16 metros

Finalmente, em 1956 conseguiu-se construir e inaugurar uma piscina de 25 metros descoberta ficando, assim, o Clube dotado de boas infra-estruturas para a prática da natação.
Pela morte da usufrutuária, os herdeiros do terreno de S. Bento, moveram uma acção de despejo. O Clube teve que abandonar a sua sede social em Abril de 1968 abandonando todas as instalações desportivas por si construídas.
Perdidas as instalações desportivas existentes, o Clube sobreviveu utilizando facilidades que foram concedidas pela Câmara Municipal de Lisboa para a utilização das piscinas e pavilhões desportivos camarários.

## Regresso ao Parque Desportivo de S.Bento
Em 1975, após a revolução de Abril, o primeiro-ministro em exercício autorizou que o Clube reocupasse as suas antigas instalações que se encontravam abandonadas. Nos anos seguintes procedeu-se à recuperação de todo o seu património desportivo.

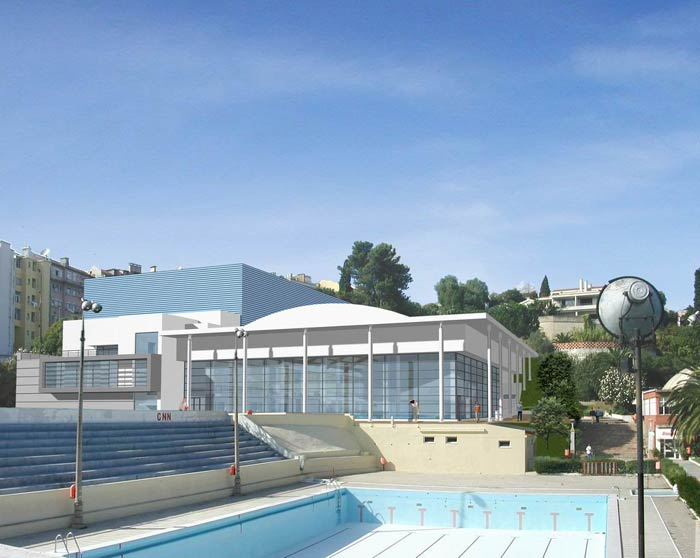
As novas instalações desportivas do Clube Nacional de Natação

Mas, desde sempre um problema se manteve: Por não dispor de instalação apropriada só havia possibilidade de se praticar natação e basquetebol durante os meses de Verão.
Finalmente, em 2004, com o apoio da Câmara Municipal de Lisboa, iniciou-se a construção de uma piscina de 25 metros coberta e de um pavilhão polivalente.
As novas instalações foram inauguradas no dia 9 de Setembro de 2005.

## Distinções honoríficas
Em 1933, devido ao grande esforço no ensino do salvamento e aos inúmeros actos de salvamento de que foram protagonistas os seus sócios foi atribuída, pelo Instituto de Socorros a Náufragos, a Medalha de Ouro de Filantropia e Caridade.
Tendo em consideração o trabalho efectuado pelo Clube nas várias vertentes desportivas e filantrópicas, em 1934, o Clube é condecorado pelo Presidente da República Portuguesa, com as insígnias de Cavaleiro da Ordem de Cristo
Em 1941, o Clube foi agraciado com a Medalha de Serviços Distintos pela Federação Portuguesa de Natação.
Em 1965, o Clube é reconhecido como Instituição de Utilidade Pública (Decreto n.º. 46 561, Diário do Governo nº.222, de 30 de Setembro de 1965).
Dispõe ainda da medalha de ouro e de prata da cidade de Lisboa

## Infraestruturas desportivas existentes
- Piscina de 25 metros coberta e aquecida;
- Tanque de aprendizagem coberto e aquecido;
- Pavilhão desportivo polivalente coberto;
- 4 campos de padel ao ar livre;
- 3 campos de padel cobertos;